# Afroamericani

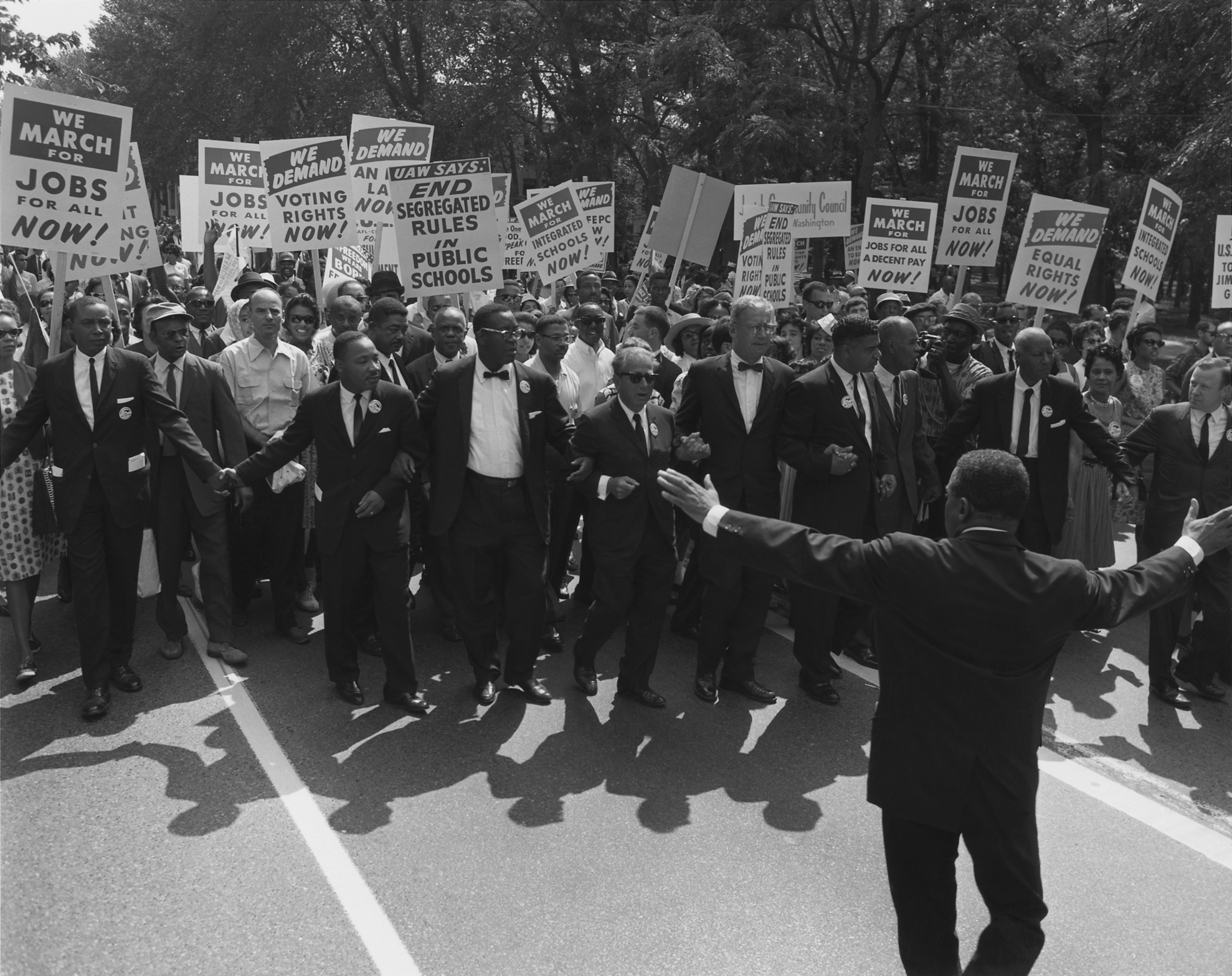
Marcia su Washington per il lavoro e la libertà, 28 agosto 1963, mostra leader dei diritti civili e leader sindacali

Gli afroamericani (in inglese African-American, Afro-American, oppure Black American) sono un gruppo etnico costituito da statunitensi con ascendenza totale o parziale proveniente dall'Africa subsahariana. Il termine generalmente denota i discendenti degli africani schiavizzati divenuti di nazionalità statunitense. Sebbene alcuni immigrati neri o i loro figli si identifichino come afroamericani, la maggior parte degli immigrati di prima generazione preferisce identificarsi con la propria nazione di origine.
Negli Stati Uniti, gli afroamericani costituiscono il terzo gruppo etnico più grande, dopo i bianchi e i latinoamericani. La maggior parte degli afroamericani discende dalle persone schiavizzate entro i confini degli attuali Stati Uniti. In media, gli afroamericani hanno origini in Africa occidentale e centrale.
La storia afroamericana comincia nel XVI secolo, con l'inizio della tratta atlantica, in cui persone provenienti dall'Africa occidentale e centrale venivano venduti ai mercanti di schiavi europei e portati al di là dell'Atlantico. Dopo l'arrivo nelle Americhe, venivano venduti ai coloni europei e messi a lavorare nelle piantagioni, in particolare nelle colonie meridionali. Prima e durante la rivoluzione, i pochi che riuscirono a ottenere la libertà tramite la manomissione o la fuga fondarono comunità indipendenti. Dopo la fondazione degli Stati Uniti nel 1783, la maggioranza delle persone nere continuavano ad essere in schiavitù, e concentrate nel Sud, e i quattro milioni di schiavi furono liberati durante e al termine della guerra civile con la ratifica del XIII emendamento.
Durante la Ricostruzione, ottennero la cittadinanza e il diritto di voto (tramite il XIV e XV emendamento); per via della diffusa ideologia della supremazia bianca, erano trattati come cittadini di seconda classe e si trovarono presto segregati nel Sud. Queste circostanze cambiarono per via della partecipazione ai conflitti militari degli Stati Uniti, a una sostanziale emigrazione dal Sud, all'eliminazione legale della segregazione razziale, e infine ai movimenti per i diritti civili che propugnavano la libertà sociale e politica. Tuttavia, permane nel XXI secolo il problema del razzismo nei confronti degli afroamericani. Nel 2008, Barack Obama diventò il primo afroamericano ad essere eletto presidente degli Stati Uniti d'America.
La cultura afroamericana ha avuto un'importante influenza sulla cultura globale, contribuendo allo sviluppo di arti visive, letteratura, filosofia, politica, cucina, sport e musica. Il contributo afroamericano alla musica di massa è tanto profondo che in pratica tutta la musica americana, tra cui jazz, gospel, blues, disco, hip hop, R&B, soul e rock, ha origine almeno in parte nella comunità afroamericana.
Nel 2017 il 14,1% della popolazione, per un totale di 45 789 188 cittadini, si considera afroamericano. Nel 2019, l'Ufficio del censimento degli Stati Uniti d'America censisce la popolazione afroamericana nel numero di 46.713.850.

## Origine del termine

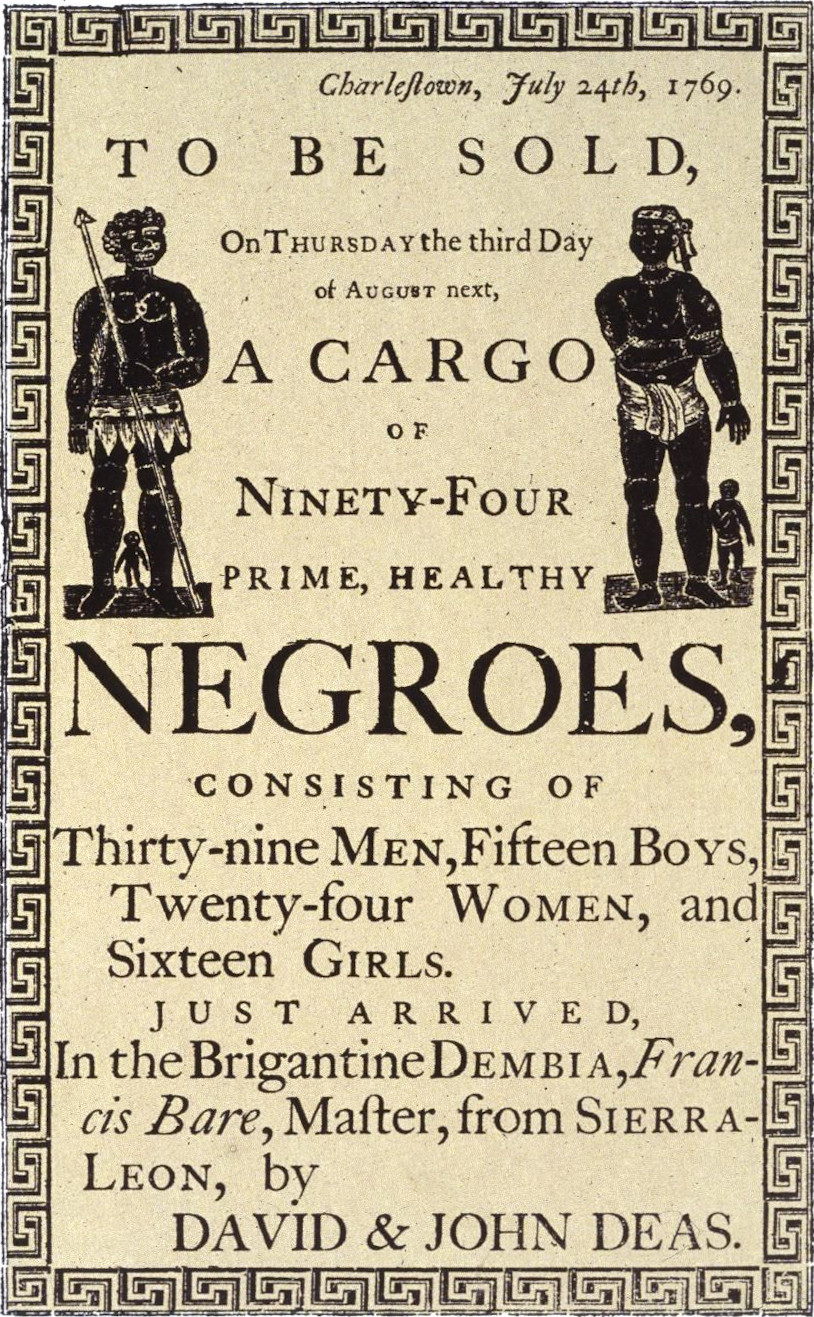
Riproduzione di un volantino su un'asta di schiavi negri a Charleston, Carolina del Sud, 1769

Fu Malcolm X a prediligere il termine African-American, perché lo considerava più corrispondente alla propria visione politico-culturale di "Africani che vivono in America".

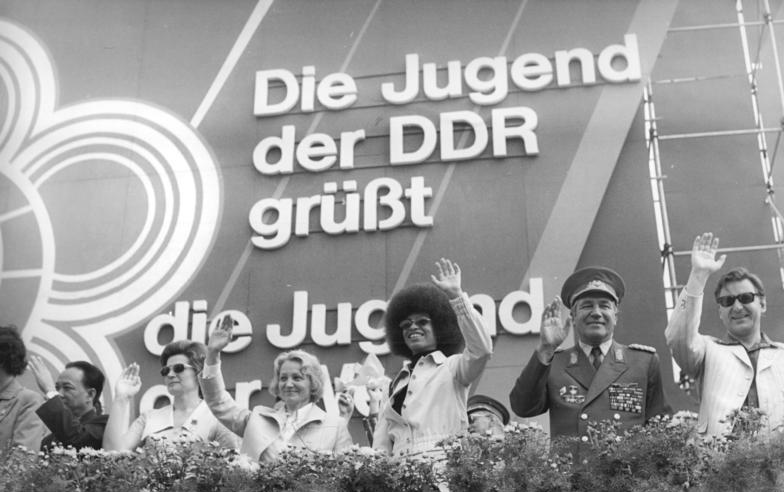
Al centro della fotografia Angela Davis con la sua tipica "acconciatura alla afro"

Il termine "afro" negli Stati Uniti assunse anche accezioni di costume, proprio dagli anni settanta in poi, quando finì per rappresentare una voluminosa acconciatura di capelli esibita da molti neri come Jimi Hendrix e Angela Davis.
Il termine African-American ritrovò maggiore fortuna a partire dagli anni ottanta, quando leader come Jesse Jackson vollero puntare sulla peculiarità propria dei neri discendenti dagli schiavi condotti nelle colonie inglesi nordamericane del XVIII secolo.

## Demografia
La seguente tabella sulla popolazione afroamericana negli Stati Uniti nel corso del tempo mostra come i neri, in termini percentuali della popolazione statunitense totale, siano diminuiti sino al 1930 e da allora siano in crescita.
| Anno | Numero       | Quota sulla popolazione totale | Incremento (10 anni) | Schiavi   | Quota in schiavitù |
| ---- | ------------ | ------------------------------ | -------------------- | --------- | ------------------ |
| 1790 | 757.208      | 19,3% (MAX)                    | –                    | 697.681   | 92%                |
| 1800 | 1.002.037    | 18,9%                          | 32,3%                | 893.602   | 89%                |
| 1810 | 1.377.808    | 19,0%                          | 37,5%                | 1.191.362 | 86%                |
| 1820 | 1.771.656    | 18,4%                          | 28,6%                | 1.538.022 | 87%                |
| 1830 | 2.328.642    | 18,1%                          | 31,4%                | 2.009.043 | 86%                |
| 1840 | 2.873.648    | 16,8%                          | 23,4%                | 2.487.355 | 87%                |
| 1850 | 3.638.808    | 15,7%                          | 26,6%                | 3.204.287 | 88%                |
| 1860 | 4.441.830    | 14,1%                          | 22,1%                | 3.953.731 | 89%                |
| 1870 | 4.880.009    | 12,7%                          | 9,9%                 | –         | –                  |
| 1880 | 6.580.793    | 13,1%                          | 34,9%                | –         | –                  |
| 1890 | 7.488.788    | 11,9%                          | 13,8%                | –         | –                  |
| 1900 | 8.833.994    | 11,6%                          | 18,0%                | –         | –                  |
| 1910 | 9.827.763    | 10,7%                          | 11,2%                | –         | –                  |
| 1920 | 10,5 milioni | 9,9%                           | 6,8%                 | –         | –                  |
| 1930 | 11,9 milioni | 9,7% (min)                     | 13%                  | –         | –                  |
| 1940 | 12,9 milioni | 9,8%                           | 8,4%                 | –         | –                  |
| 1950 | 15,0 milioni | 10,0%                          | 16%                  | –         | –                  |
| 1960 | 18,9 milioni | 10,5%                          | 26%                  | –         | –                  |
| 1970 | 22,6 milioni | 11,1%                          | 20%                  | –         | –                  |
| 1980 | 26,5 milioni | 11,7%                          | 17%                  | –         | –                  |
| 1990 | 30,0 milioni | 12,1%                          | 13%                  | –         | –                  |
| 2000 | 34,6 milioni | 12,3%                          | 15%                  | –         | –                  |
| 2010 | 38,9 milioni | 12,6%                          | 12%                  | –         | –                  |
| 2020 | 41,1 milioni | 12,4%                          | 5,6%                 | –         | –                  |

Nel 1990 la popolazione afroamericana raggiunse i 30 milioni e rappresentava il 12% della popolazione degli Stati Uniti, quasi la stessa percentuale del 1900.